# Alexandra van Rome

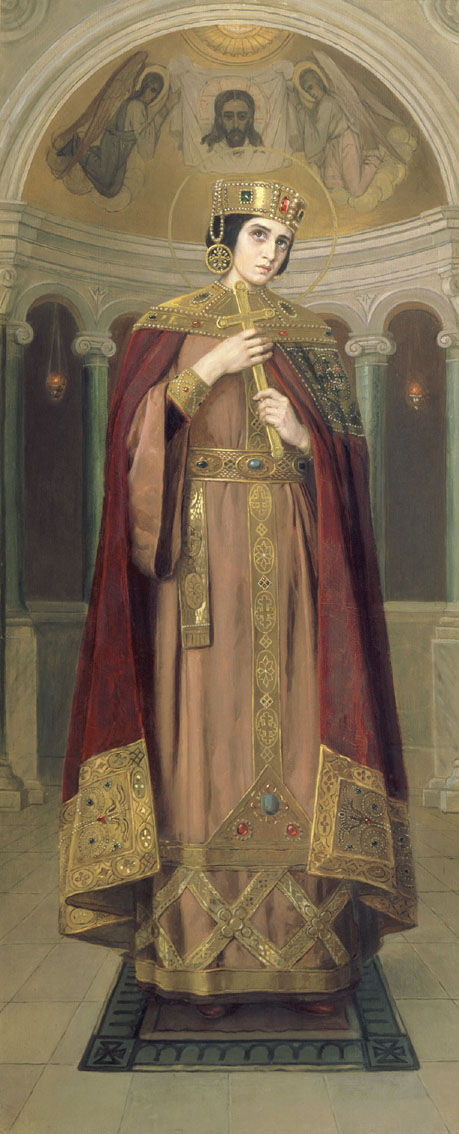
De heilige volgens een werk van Nikolai Bodarevski

Alexandra van Rome is een als martelares vereerde heilige binnen het christendom. Zij stierf op 21 april 303.
Het leven van Alexandra van Rome wordt beschreven in de hagiografieën van Sint-Joris, waarin ze als keizerin en echtgenote van keizer Diocletianus wordt genoemd. Tijdens de marteling van Sint-Joris ging de keizerin naar de arena, toonde haar respect aan de martelaar en getuigde er van haar tot dan toe heimelijk beleden geloof. Keizer Diocletianus ontstak in woede en gelastte haar dood door onthoofding met het zwaard. Twee dagen later werd ook Sint-Joris onthoofd.
Volgens historische bronnen heette de bekeerde echtgenote van Diocletianus Prisca. Het is echter mogelijk dat zij na haar doop de naam Alexandra aannam. Alexandra zou echter ook de weduwe kunnen zijn van een van de keizers die voor Diocletianus regeerde.
Pogingen om meer over Prisca en Alexandra te weten te komen dateren uit de 20e eeuw. Uit deze periode werd in publicaties van het patriarchaat van Moskou ook het jaar 313 (het overlijdensjaar van Prisca) als sterfjaar van Alexandra genoemd, dat echter niet overeenkomt met de oude geschriften.
Betrouwbare bronnen van de herinnering aan Alexandra van Rome zijn met name het menologium van Basileios II en andere Griekse bronnen. Bij de Slaven verschijnt de heilige pas vanaf de 12e eeuw in teksten. Ze wordt vaak op iconen met de heilige Joris afgebeeld.
De heilige Alexandra was de patroonheilige van twee Russische keizerinnen: Alexandra Fjodorovna, de gemalin van tsaar Nicolaas I en Alexandra Fjodorovna, de gemalin van tsaar Nicolaas II. In Rusland werden in de 19e eeuw diverse kerken gewijd aan Alexandra. Buiten Rusland zijn de orthodoxe kerken van Bad Ems, Turku, Stanisławowo en Cherson gewijd aan Alexandra van Rome.
Afhankelijk van de denominatie wordt haar feest gevierd op 10 april of 22 april.

## Iconen met de afbeelding van Alexandra van Rome

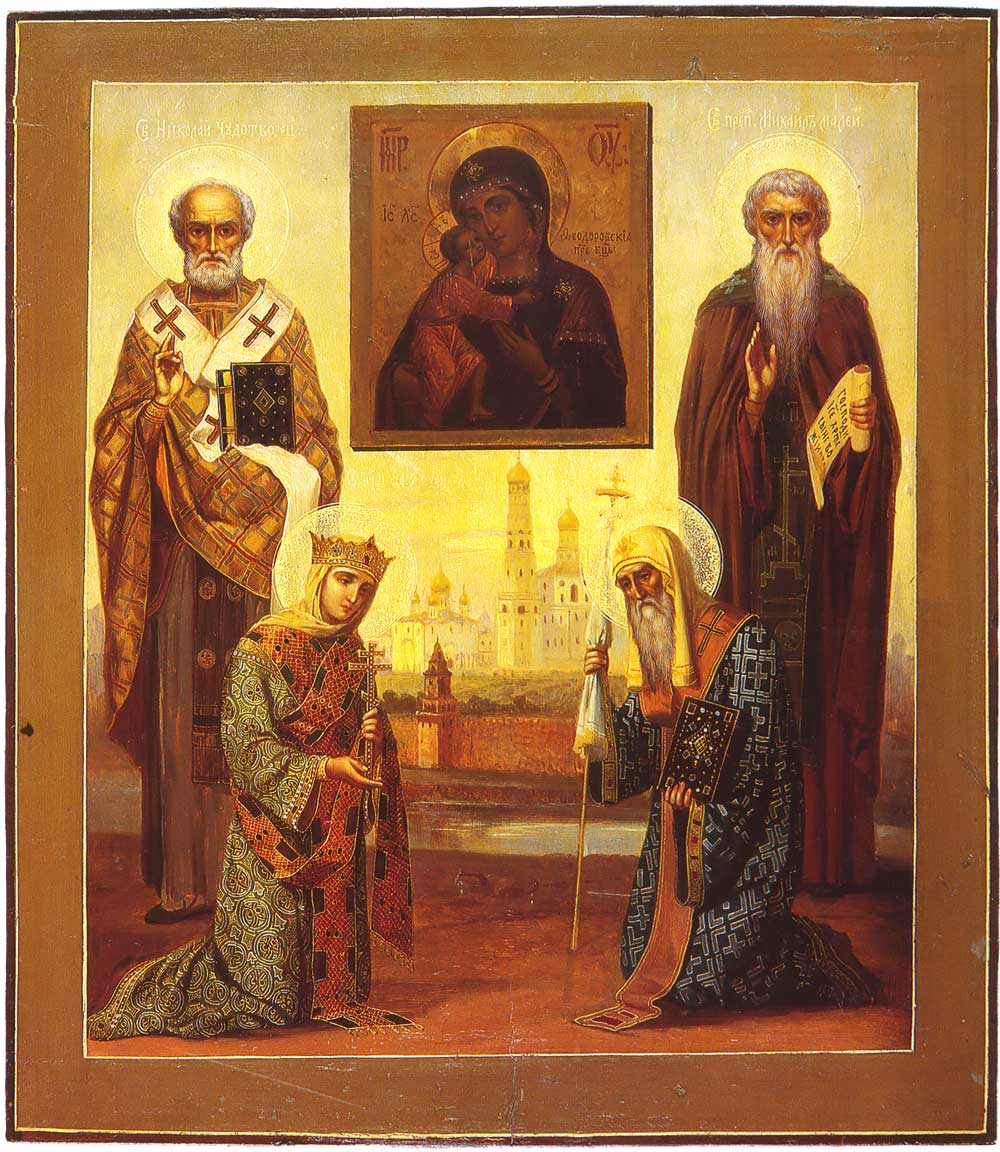
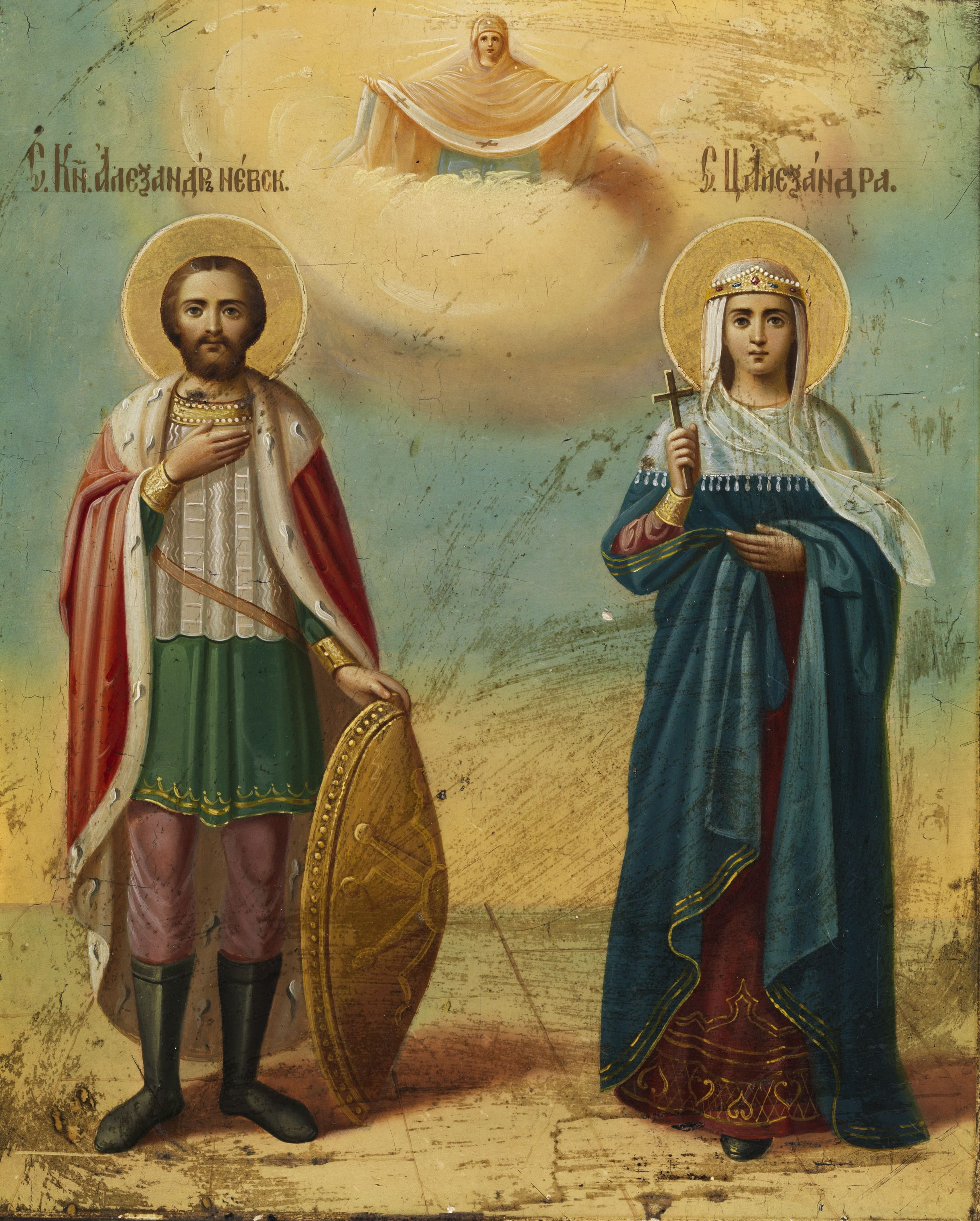
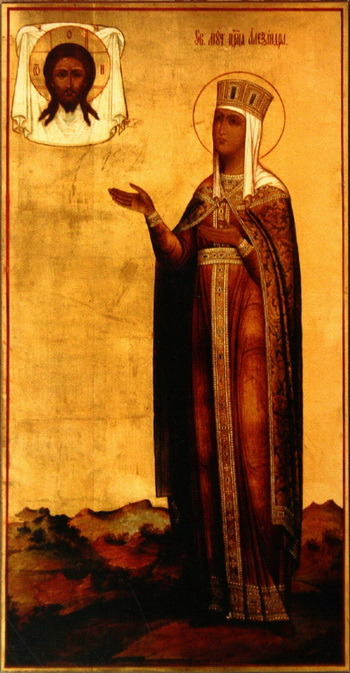
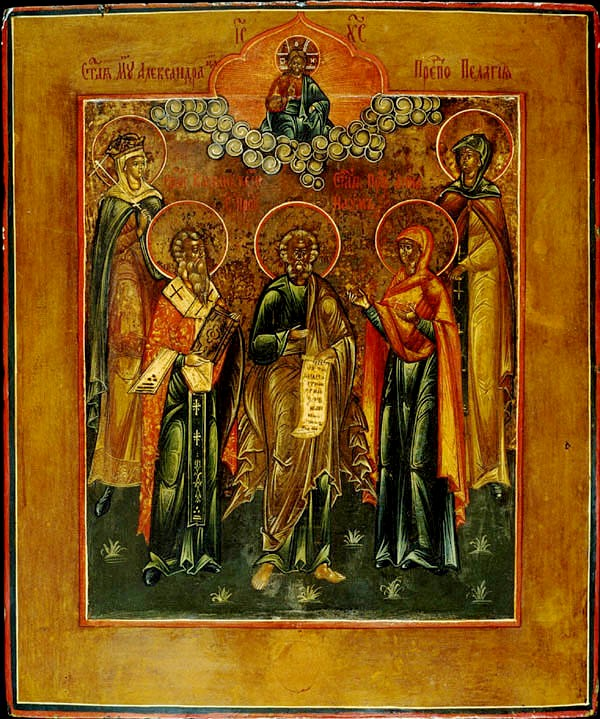